# 李澄中
李澄中（1629年—1700年），字渭清，号愚村，山東諸城人，明末清初人物。

## 生平
李澄中自幼聰敏，十九歲中秀才，常日夜攻讀，為丁耀亢所稱讚。顺治十八年（1661年），為周亮工所聘，至青州“与乐安李焕章、寿光安致远、安丘张贞讲业真意亭”。康熙十八年（1679年）三月，举博学鸿儒科，授翰林院检讨，纂修《明史》，奉诏赴瀛台赋白莲诗，“一挥而就”。康熙二十九年（1690年），受命典試雲南。康熙三十三年（1694年）五月辞官归里，晚年與邑人高仲芝、李餐青、张蓬海等唱和。康熙三十九年六月二十二日未时卒，私谥文确先生。兄李敬中、李述中皆為秀才。

## 家族
祖父李旦，官山西蔚州知州、平涼府同知；父李鳳郊，恩贈翰林院檢討；母邱氏是吏部尚書邱橓孫女。